# أوليفر فرنانديز
أوليفر فرنانديز (بالإسبانية: Oliver Fernández)‏ مواليد 7 ديسمبر 1972 في المكسيك، هو لاعب كرة مضرب مكسيكي سابق بدأ مسيرته كمحترف سنة 1991 وكان يلعب باليد اليمنى. أعلى تصنيف له في الفردي كان المركز الـ 141 في سنة 1993. أعلى تصنيف له في الزوجي كان المركز الـ 178 في سنة 1994.

## النهائيات

### الفردي: (1)
| الرقم | السنة | الدورة              | الأرضية | المنافس في النهائي | النتيجة في النهائي |
| ----- | ----- | ------------------- | ------- | ------------------ | ------------------ |
| 1.    | 1991  | فورتاليزا، البرازيل | ترابية  | كريستيان ويز       | 6–3, 6–4           |

## روابط خارجية
- أوليفر فرنانديز على موقع رابطة محترفي التنس (الإنجليزية)
- أوليفر فرنانديز على موقع الاتحاد الدولي لكرة المضرب (الإنجليزية)
- أوليفر فرنانديز على موقع كأس ديفيز (الإنجليزية)
- أوليفر فرنانديز على موقع خلاصة التنس.كوم (الإنجليزية)